# Lijst van burgemeesters van Cromstrijen
Dit is een lijst van burgemeesters van de voormalige Nederlandse gemeente Cromstrijen in de provincie Zuid-Holland sinds haar stichting op 1 januari 1984 tot de opheffing van de gemeente op 1 januari 2019 in verband met een fusie die leidde tot de instelling van de gemeente Hoeksche Waard.
| Ambtsperiode | Naam burgemeester              | Foto | Partij of stroming | Bijzonderheden |
| ------------ | ------------------------------ | ---- | ------------------ | -------------- |
| 1984 - 1998  | Bert (E.W.H.) Broekhuis        |      | PvdA               |                |
| 1998 - 2000  | Roos (R.L.) Bosua-van Gelderen |      | PvdA               | waarnemend     |
| 2000 - 2003  | Jan (J.) Heijkoop              |      | CDA                | waarnemend     |
| 2003 - 2006  | Dick (D.) Kraaijveld           |      | CDA                | waarnemend     |
| 2006 - 2011  | Giel (G.A.A.J.) Janssen        |      | VVD                |                |
| 2011         | Erik (F.D.) van Heijningen     |      | VVD                | waarnemend     |
| 2011 - 2018  | Jan (J.J.) Luteijn             |      | SGP                |                |